# Ману вузькодзьобий
Ману́ вузькодзьобий (Cercomacra carbonaria) — вид горобцеподібних птахів родини сорокушових (Thamnophilidae). Мешкає в Бразилії та Гаяні.

## Опис
Довжина птаха становить 15 см. Самець чорний, на горлі і грудях поцяткований нечіткими білими смужками, края покривних пер білі, кінчики рульових пер білі. Самиця темно-сіра з синім відтінком, горло біле, поцятковане темно-сірими смужками, нижня частина тіла жовтувато-охриста. Крила і хвіст, як і в самця, чорні з білими смужками.

## Поширення й екологія
Вузькодзьобі ману мешкають на берегах річки Ріу-Бранку і на берегах декількох її приток в бразильському штаті Рорайма і прилеглих районах Гаяни. Вони поширені від Каракараі на півдні, вздовж Ріу-Бранку і Ріу-Такуту до гирла річки Іренг в Гаяні. також вузькодзьобі ману спостерігалися в Мукажаї, а також на берегах річок Паріме і Урарікера. Дослідники вважають, що площа ареалу поширення птаха становить 723 км².
Вузькодзьобі ману живуть в амазонській сельві на висоті 800-900 м над землею.

## Збереження
З 2012 року МСОП вважає цей вид таким, що знаходиться на межі зникнення. Популяціцію вузькодзьобих ману оцінюють в 6000-15000 птахів. Їм загрожує знищення природного середовища